# آرناود بیاویل
آرناود بیاویل (انگلیسی: Arnaud Beauville؛ زادهٔ ۱۰ مهٔ ۱۹۴۷) یک ریاضی‌دان اهل فرانسه است که در حوزهٔ هندسه جبری تحقیق می‌کند.
بیاویل، دکترا خود را از دانشگاه پاریس دیدروت در ۱۹۷۷ با رساله‌ای دربارهٔ انواع پریم و مسئله شاتکی، با راهنمایی جین-لوئیس وردیر دریافت نمود.